# Joseph Bruce Ismay
Joseph Bruce Ismay (Crosby, 12 december 1862 – Liverpool, 17 oktober 1937) was een Britse zakenman en de managing director voor de White Star Line, een bedrijf dat passagiersstoomschepen exploiteerde.

## Biografie
Ismay werd in 1862 in het Engelse Crosby geboren. Hij ging naar school in Harrow en werd een jaar lang in Frankrijk onderwezen, voordat hij vier jaar lang voor Thomas Ismay, zijn vader - een van de oprichters van de White Star Line - ging werken als assistent. Uiteindelijk vertrok hij naar New York om het bedrijf daar te vertegenwoordigen.
Op 4 december 1888 trouwde Ismay met Julia Florence Schieffelin, dochter van George Richard Schieffelin en Julia M. Delaplaine, met wie hij vijf kinderen kreeg:
- Margaret Bruce Ismay (geboren 29 december 1889), in 1912 getrouwd met George Ronald Hamilton Cheape (1881-1957)
- Henry Bruce Ismay (geboren in april 1891; gestorven 1 oktober 1891)
- Thomas Bruce Ismay (geboren 18 februari 1894), getrouwd met Jane Margaret Seymour
- Evelyn Constance Ismay (geboren 17 juli 1897), in 1927 getrouwd met Basil Sanderson (1894-1971)
- George Bruce Ismay (geboren 6 juni 1902), in 1926 getrouwd met Florence Victoria Edrington

In 1891 keerde Ismay met z'n familie terug naar Engeland, waar hij mede-eigenaar werd van de Line. Thomas Ismay stierf in 1899, waarna zijn zoon de leiding over het bedrijf overnam.
In 1907 ontmoette Ismay William Pirrie van de scheepswerf Harland and Wolff. Samen wilden ze een drietal stoomschepen bouwen dat de RMS Lusitania en de RMS Mauretania, beiden eigendom van concurrent de Cunard Line, zou overtreffen. Het tweede schip, de RMS Titanic, begon haar eerste reis op 10 april 1912 vanuit de haven van Southampton op weg naar New York. Ismay reisde altijd mee op de maiden voyages van zijn schepen, en overleefde de schipbreuk van de Titanic nadat deze een ijsberg had geraakt.
In de media wordt vaak beweerd dat Bruce Ismay, directeur van de White Star Line, medeverantwoordelijk was voor het grote aantal slachtoffers op de Titanic door het gebrek aan reddingsboten. Deze claim is echter onjuist. Ismay had geen directe invloed op het aantal reddingsboten dat werd geïnstalleerd op de schepen van de Olympic-klasse.
De Britse Board of Trade had in 1894 de Merchant Shipping Act aangenomen, waarin werd bepaald dat schepen met een brutotonnage van meer dan 10.000 ton een minimum van 16 reddingsboten moesten hebben. Deze wet was echter verouderd tegen de tijd dat de Titanic en haar zusterschip, de RMS Olympic, werden gebouwd. Door de snelle toename van de grootte en capaciteit van passagiersschepen was de regelgeving al achterhaald in het begin van de 20e eeuw.
Tijdens de bouw van de Titanic en de Olympic werd er veel gesproken over de noodzaak om de wetgeving aan te passen. De White Star Line was hiervan op de hoogte Alexander Carlisle, de hoofdontwerper van Harland and Wolff, stelde voor om Welin Quadrant Davits van de Welin Davit & Engineering Company Ltd. te installeren. Deze davits boden de mogelijkheid om meer reddingsboten te plaatsen indien de wetgeving werd aangescherpt. Onder leiding van de White Star Line werd de installatie van 16 paar Welin Quadrant Davits goedgekeurd.
Hij werd er ook van beschuldigd dat hij kapitein Edward John Smith zou hebben aangespoord om de snelheid van het schip niet te verlagen ondanks waarschuwingen voor ijsbergen. Deze beschuldiging werd later weerlegd. Elizabeth Lindsey Lines, een Eerste klas passagier aan boord van de Titanic, gaf aan dat zij de conversatie had gehoord in de Reception Room van het schip op 13 April. Volgens haar zou Ismay hebben gezegd: "Well, we did better today than we did yesterday, we made a better run today than we did yesterday, we will make a better run tomorrow. Things are working smoothly, the machinery is bearing the test, the boilers are working well." - "We will beat the Olympic and get in to New York on Tuesday." Het is duidelijk dat Ismay kapitein Smith nooit heeft beïnvloed.
Bovendien leidde het feit dat Ismay een reddingsboot, Collapsible C, van de Titanic betrad terwijl er nog vrouwen en kinderen aan dek waren, tot hevige kritiek in zowel de Amerikaanse als Britse pers. Hij werd bespot met bijnamen als "Coward of the Titanic" en "J. Brute Ismay." Volgens ooggetuigen en Ismay zelf zou hij pas in de reddingsboot zijn gestapt toen er niemand meer in de directe omgeving van de reddingsboot stond die gered kon worden. Op dat moment bevonden de meeste passagiers zich nog aan de achterzijde van het schip, bij de achterste reddingsboten.
Op 30 juni 1913 trad Ismay af als president van de International Mercantile Marine en voorzitter van White Star Line. Ismay kwam nooit meer bovenop de ramp met de Titanic. De tragedie bracht hem in een diepe depressie waaruit hij nooit echt tevoorschijn kwam. Ismay leidde de rest van zijn leven een teruggetrokken bestaan in zijn Costelloe Lodge in Connemara, County Galway, Ierland Er wordt verteld dat Ismay nooit meer de zee heeft willen zien en er zelfs met de rug naartoe ging zitten.
Ismay stierf in op 17 Oktober, 1937 in Wesminster, Londen aan een bloedprop na een diagnose van diabetes, die verergerde in het begin van 1936 toen de ziekte resulteerde in de amputatie van zijn rechterbeen onder de knie. Hij werd begraven op Putney Vale Cemetary, Londen, Engeland.

## In films
In films, series en andere producties gebaseerd op de ramp wordt Ismay gespeeld door de volgende acteurs:
- Ernst Fritz Fürbringer (in Titanic uit 1943)
- Frank Lawton (in A Night to Remember uit 1958)
- Ian Holm (in S.O.S. Titanic, een televisiefilm uit 1979)
- Sam Chew jr. (in Voyagers!, een televisieserie uit 1982)
- Roger Rees (in Titanic, een tv-miniserie uit 1996)
- Jonathan Hyde (in Titanic uit 1997)
- David Garrison (in Titanic, een musical uit 1997)
- Eric Braeden (in The Titanic Chronicles, een tv-documentaire uit 1999)
- Ken Marschall (in Ghosts of the Abyss, een documentaire uit 2003)
- Christopher Wright (in Titanic: Birth of a Legend, een tv-documentaire uit 2005)
- David Haines (in de musical Titanic, Canadese première, in 2006)
- Mark Tandy (in The Unsinkable Titanic, een tv-documentaire uit 2008)
- James Wilby (in Titanic, een tv-miniserie uit 2012)
- Gray O'Brien (in Titanic: Blood and Steel, een televisieserie uit 2012)
- Julien Ball (in Iceberg - Right Ahead!, een toneelstuk uit 2012)